# Leichtathletik-Europameisterschaften 1966/400 m Hürden der Männer

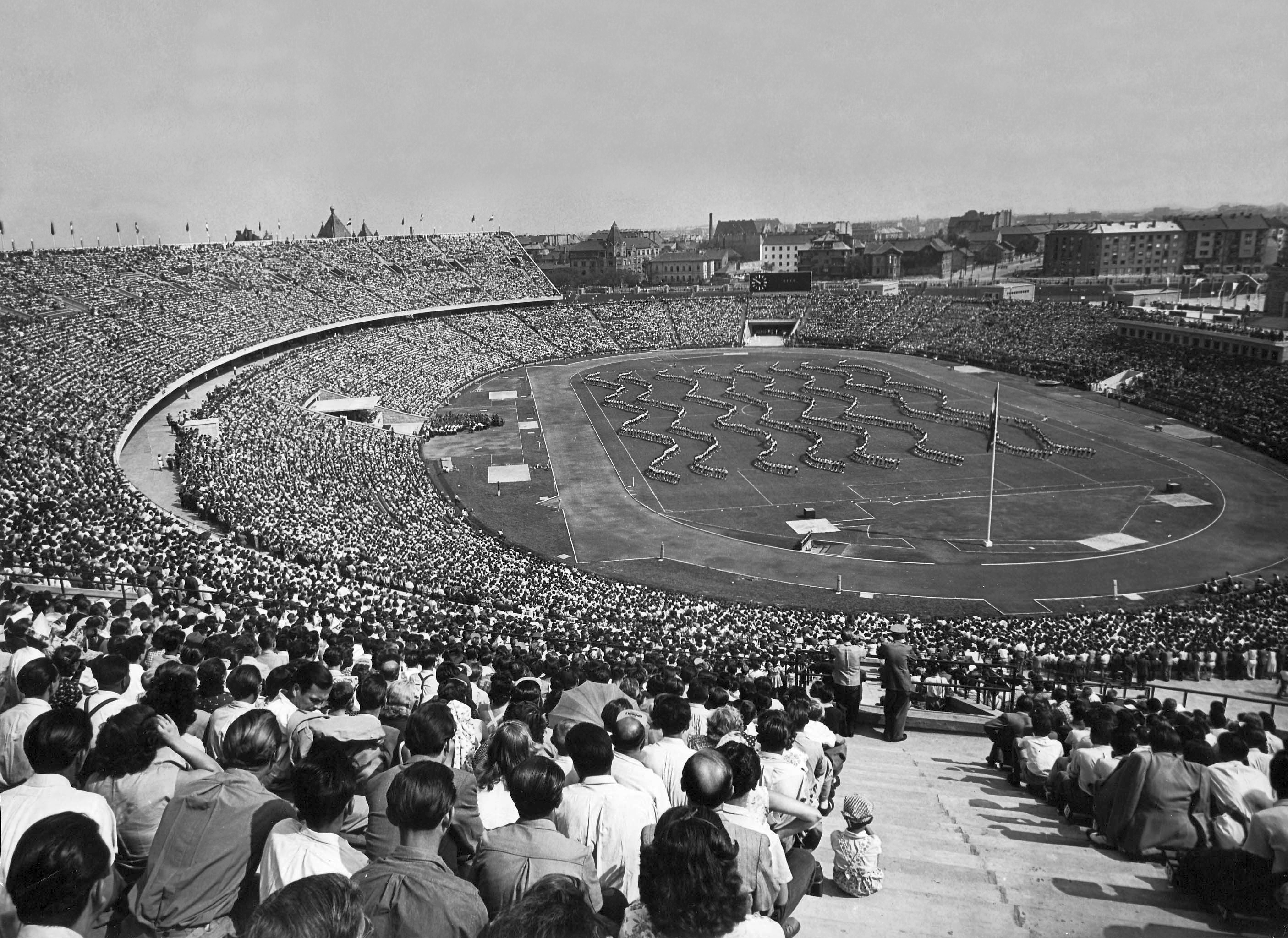
Das Népstadion bei einer Veranstaltung im Jahr 1953

Der 400-Meter-Hürdenlauf der Männer bei den Leichtathletik-Europameisterschaften 1966 wurde vom 31. August bis 2. September 1966 im Budapester Népstadion ausgetragen.
Europameister wurde der Italiener Roberto Frinolli. Er gewann vor dem bundesdeutschen Läufer Gerd Loßdörfer. Der Franzose Robert Poirier gewann die Bronzemedaille.

## Bestehende Rekorde
| Weltrekord           | 49,1 s | Warren Cawley    | Los Angeles, USA        | 13. September 1964 |
| Europarekord         | 49,2 s | Salvatore Morale | EM Belgrad, Jugoslawien | 14. September 1962 |
| Meisterschaftsrekord | 49,2 s | Salvatore Morale | EM Belgrad, Jugoslawien | 14. September 1962 |

Der bestehende EM-Rekord wurde bei diesen Europameisterschaften nicht erreicht. Mit 49,8 s lief der italienische Europameister Roberto Frinolli die einzige Zeit unter fünfzig Sekunden, die er im Finale erzielte. Den Meisterschafts- und gleichzeitig Europarekord verfehlte er damit um sechs, den Weltrekord um sieben Zehntelsekunden.

## Vorrunde
31. August 1966, 17.00 Uhr
Die Vorrunde wurde in vier Läufen durchgeführt. Die ersten vier Athleten pro Lauf – hellblau unterlegt – qualifizierten sich für das Halbfinale.

### Vorlauf 1
| Platz | Name              | Nation         | Zeit (s) |
| ----- | ----------------- | -------------- | -------- |
| 1     | Gerd Loßdörfer    | BR Deutschland | 52,0     |
| 2     | Alain Hébrard     | Frankreich     | 52,1     |
| 3     | Helmut Haid       | Österreich     | 52,8     |
| 4     | John Sherwood     | Großbritannien | 54,2     |
| 5     | Cengiz Akıncı     | Türkei         | 55,0     |
| 6     | Vincenc Kacagjeli | Albanien       | 55,8     |

### Vorlauf 2
| Platz | Name              | Nation         | Zeit (s) |
| ----- | ----------------- | -------------- | -------- |
| 1     | Roberto Frinolli  | Italien        | 51,0     |
| 2     | Jean-Jacques Behm | Frankreich     | 52,2     |
| 3     | Bertil Vistam     | Schweden       | 52,3     |
| 4     | Robin Woodland    | Großbritannien | 52,7     |
| 5     | Gerhard Hennige   | BR Deutschland | 54,6     |

### Vorlauf 3
| Platz | Name             | Nation         | Zeit (s) |
| ----- | ---------------- | -------------- | -------- |
| 1     | Horst Gieseler   | BR Deutschland | 51,1     |
| 2     | Wassyl Anissimow | Sowjetunion    | 51,8     |
| 3     | Stanisław Gubiec | Polen          | 52,1     |
| 4     | Peter Warden     | Großbritannien | 52,4     |
| 5     | John Skjelvaag   | Norwegen       | 52,6     |
| 6     | Ferenc Oros      | Ungarn         | 53,4     |

### Vorlauf 4
| Platz | Name             | Nation      | Zeit (s) |
| ----- | ---------------- | ----------- | -------- |
| 1     | Robert Poirier   | Frankreich  | 51,3     |
| 2     | Jaakko Tuominen  | Finnland    | 51,6     |
| 3     | Edvīns Zāģeris   | Sowjetunion | 52,1     |
| 4     | Wilfried Geeroms | Belgien     | 52,4     |
| 5     | Leif Librand     | Schweden    | 52,6     |
| 6     | Luigi Carrozza   | Italien     | 52,9     |

## Halbfinale
1. September 1966
In den beiden Halbfinalläufen qualifizierten sich die jeweils ersten vier Athleten – hellblau unterlegt – für das Finale.

### Lauf 1
| Platz | Name             | Nation         | Zeit (s) |
| ----- | ---------------- | -------------- | -------- |
| 1     | Roberto Frinolli | Italien        | 50,3     |
| 2     | Alain Hébrard    | Frankreich     | 50,7     |
| 3     | Gerd Loßdörfer   | BR Deutschland | 50,7     |
| 4     | Jaakko Tuominen  | Finnland       | 50,9     |
| 5     | Bertil Vistam    | Schweden       | 52,1     |
| 6     | Robin Woodland   | Großbritannien | 52,3     |
| 7     | Edvīns Zāģeris   | Sowjetunion    | 52,3     |
| 8     | Helmut Haid      | Österreich     | 53,6     |

### Lauf 2
| Platz | Name              | Nation         | Zeit (s) |
| ----- | ----------------- | -------------- | -------- |
| 1     | Horst Gieseler    | BR Deutschland | 50,5     |
| 2     | Robert Poirier    | Frankreich     | 50,6     |
| 3     | Wassyl Anissimow  | Sowjetunion    | 50,7     |
| 4     | Jean-Jacques Behm | Frankreich     | 50,7     |
| 5     | John Sherwood     | Großbritannien | 50,7     |
| 6     | Wilfried Geeroms  | Belgien        | 51,0     |
| 7     | Stanisław Gubiec  | Polen          | 51,7     |
| 8     | Peter Warden      | Großbritannien | 53,4     |

## Finale
2. September 1966, 19.40 Uhr
| Platz | Name              | Nation         | Zeit (s) |
| ----- | ----------------- | -------------- | -------- |
| 1     | Roberto Frinolli  | Italien        | 49,8     |
| 2     | Gerd Loßdörfer    | BR Deutschland | 50,3     |
| 3     | Robert Poirier    | Frankreich     | 50,5     |
| 4     | Wassyl Anissimow  | Sowjetunion    | 50,5     |
| 5     | Jaakko Tuominen   | Finnland       | 50,9     |
| 6     | Horst Gieseler    | BR Deutschland | 51,2     |
| 7     | Jean-Jacques Behm | Frankreich     | 51,3     |
| 8     | Alain Hébrard     | Frankreich     | 52,8     |